# 8 mars 1981
Le vendredi 8 mars 1981 est le 67e jour de l'année 1981.

## Naissances
- David Kreiner, spécialiste autrichien du combiné nordique
- Adam Jones, joueur de rugby à XV gallois
- Fernando Luiz de Oliveira Valença, joueur brésilien international de football de plage
- Simon Webster, joueur de rugby à XV anglais
- Joost Posthuma, coureur cycliste néerlandais
- Kelly Parker, joueuse de football (de soccer) canadienne
- Nawaf Al Humaidan, joueur de football international koweïtien
- Timo Boll, pongiste allemand
- Billy Besson, régatier français
- Jonas Andersen, joueur de hockey sur glace norvégien
- Michael Beauchamp, footballeur international australien
- Tatiana Kholina, joueuse de volley-ball russe
- Pirjo Muranen, fondeuse finlandaise.

## Décès
- Bosley Crowther (né le 13 juillet 1905), journaliste et critique de cinéma américain
- Auguste Farinez (né le 14 septembre 1893), homme politique français
- Martinus Thomsen (né le 11 août 1890), auteur danois, philosophe et mystique
- Kirill Kondrachine (né le 6 mars 1914), chef d'orchestre russe

## Autres événements
- Finale du tournoi de tennis de Los Angeles (WTA 1981)
- Début de la diffusion de la série Sloane, agent spécial
- Diffusion du téléfilm Seven Dials Mystery
- Finale du tournoi de tennis de Las Vegas (WTA 1981)
- Finale des championnats du monde de patinage artistique 1981 à Hartford aux États-Unis
- Première diffusion radiophonique de la série Le Seigneur des anneaux
- Cornelius Boza Edwards devient champion du monde des super-plumes WBC
- Débuts du championnat du Viêt Nam de football 1981-1982
- Inauguration de la station Yeritasardakan